# Брусикевич, Казимеж
Казимеж Брусикевич (пол. Kazimierz Brusikiewicz; 16 февраля 1926, Вильно, Польша — 4 января 1989, Варшава, Польша) — польский актёр театра, кино и радио.

## Биография
Дебютировал на сцене в 1941 г. в Вильнюсе, в возрасте 15 лет. Актёрскому мастерству учился в театральной студии в Вильнюсе до 1944 года, потом переехал в Торунь и там по 1948 г. выступал в театре. В 1949 г. сдал актёрский экзамен, затем работал в театрах в Познани, Варшаве и Катовице. Создал много актёрских воплощений в спектаклях «театра телевидения» и радиопостановках. Имел характерный голос и был также актёром озвучивания. Его жена — актриса Лидия Корсакувна.

## Избранная фильмография
- 1946 — Запрещённые песенки / Zakazane piosenki — солдат.
- 1946 — В крестьянские руки / W chłopskie ręce — скрипач на деревенской игре.
- 1948 — Моё сокровище / Skarb — жених.
- 1953 — Дело, которое надо уладить / Sprawa do załatwienia — телевизионный техник.
- 1955 — Ирена, домой! / Irena do domu! — руководитель Мецё, жених Квятковской.
- 1958 — Солдат королевы Мадагаскара / Żołnierz królowej Madagaskaru — официант в гостинице.
- 1966 — Домашняя война / Wojna domowa — Войцех, друг Казимежа Янковского (только в серии 10).
- 1972 — Путешествие за улыбку / Podróż za jeden uśmiech — курортник на кемпинге.
- 1979 — Украденная коллекция / Skradziona kolekcja — инженер Поделяк, бриджист и филателист.
- 1979 — Отец королевы / Ojciec królowej — Корыциньский.
- 1981 — Большой пикник / Wielka majówka — государственный служащий.

## Признание
- 1956 — Золотой Крест Заслуги.
- 1977 — Рыцарь Ордена Возрождения Польши.
- 1981 — Офицер Ордена Возрождения Польши.
- 1985 — Награда Министра культуры и искусства ПНР первой ступени.
- 1987 — Золотая почетная юбилейная медаль общества Полония.